# Harmony: The Fall of Reverie
Harmony: The Fall of Reverie é um jogo narrativo de aventura da Don't Nod . Foi lançado para Nintendo Switch e Windows em 8 de junho de 2023 e para PlayStation 5 e Xbox Series X/S em 22 de junho.

## Jogabilidade
O jogador assume o controle da protagonista Polly, que retornou à sua cidade natal, Atina, após receber a notícia do desaparecimento de sua mãe. O jogador deve tomar decisões em determinados pontos da história.  Para fazer isso, o jogador visita o Augural, uma árvore com nós que representam diferentes escolhas. Dependendo da decisão do jogador, a história toma um rumo diferente e trava outros nós, levando a um dos vários finais.

## Trama
Depois de vários anos no exterior, Polly retorna para sua cidade natal, Atina. sua mãe desapareceu em circunstâncias misteriosas. ela encontra um estranho amuleto nos restos mortais de sua mãe, que de repente a joga em um mundo paralelo: Reverie. Aqui vivem seres maravilhosos e divinos chamados “aspirações”, que simbolizam características e atitudes humanas. Ela descobre que tem o dom da clarividência. Polly precisa ver o futuro e impedir um apocalipse que ameaça o equilíbrio entre o seu mundo e o das divindades.

## Desenvolvimento e lançamento
O jogo foi desenvolvido e publicado pela Don't Nod. Os dubladores do jogo incluem Shala Nyx, Jennifer English, Jacqui Bardelang, Timothy Watson, Rachel Atkins, Roly Botha, Abigail Thorn, Helen Aluko, Ramon Tikaram, Karl Queensborough e Natalie Gumede.
Harmony: The Fall of Reverie foi anunciado durante o Nintendo Direct em 9 de fevereiro de 2023. Uma demo esteve disponível no Steam durante a LudoNarraCon de 4 a 8 de maio. Em 4 de maio, a data de lançamento em 8 de junho de 2023 para Microsoft Windows e Nintendo Switch e para PlayStation 5 e Xbox Series X/S em 22 de junho foi anunciado.

## Recepção
Harmony: The Fall of Reverie recebeu críticas "geralmente favoráveis", de acordo com Metacritic.
Embora apreciando a não linearidade da narrativa de Harmony, o NintendoWorldReport criticou as telas de carregamento frequentes e demoradas: "Às vezes, isso significa que você entrará em uma área, haverá uma caixa de diálogo e ela se moverá para outra área que solicitará outra tela de carregamento". The Guardian não gostou de como o jogador poderia ver o futuro, sentindo que isso roubou a surpresa da narrativa, "ser capaz de ver o que vai acontecer a seguir suga o suspense de tudo". Eurogamer elogiou como, ao adicionar clarividência, o título superou algumas das dissonâncias entre o jogador e quem ele controlava: "Com isso em mente, Harmony parece um exame de todos os limites do gênero... levantando o véu para nos mostrar o final do  desde o início, e desafiando-nos a traçar o nosso próprio caminho para esse objectivo".